# أبرشية عكا وحيفا والناصرة وسائر الجليل للروم الملكيين الكاثوليك

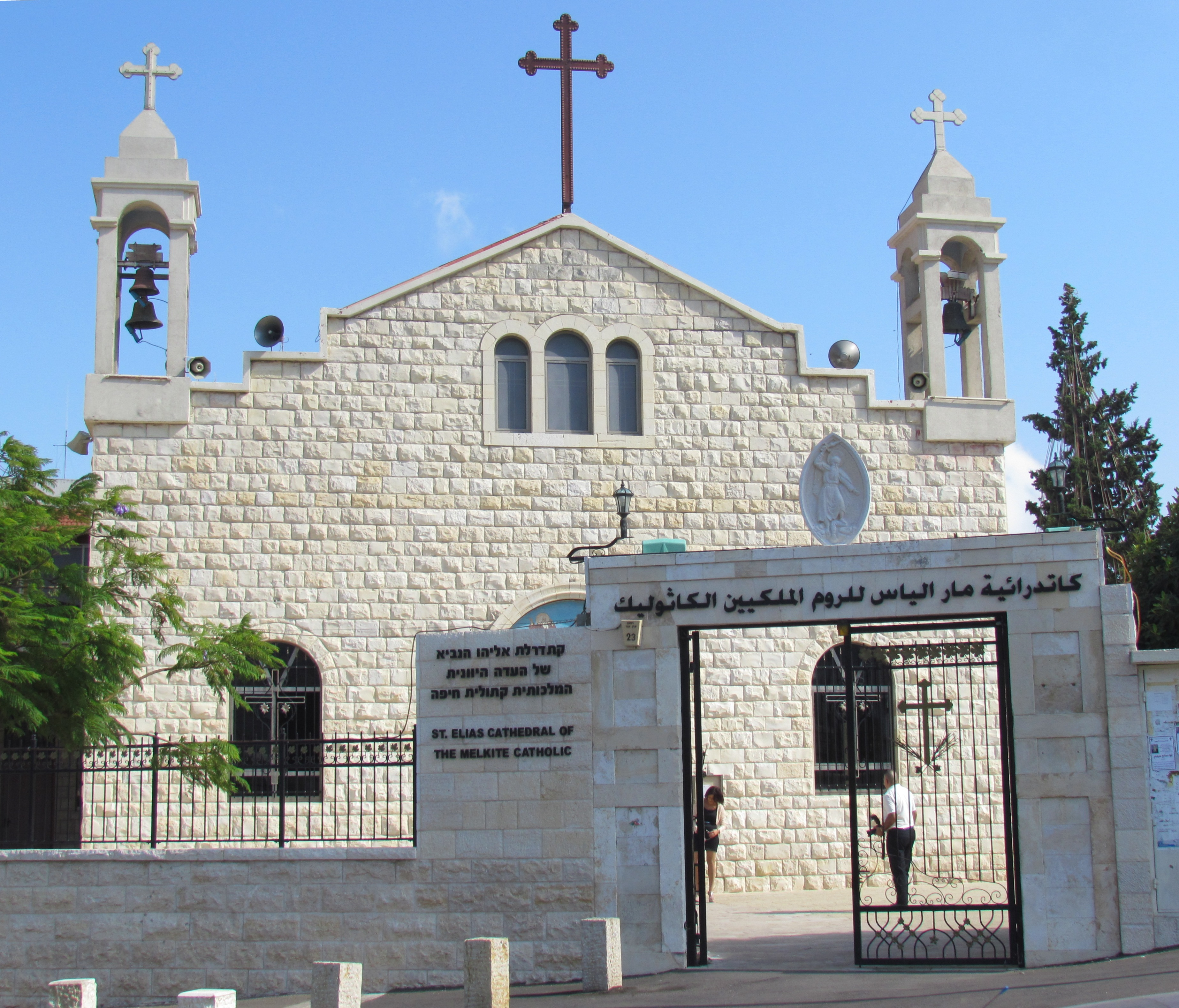
كاتدرائية مار إلياس للروم الكاثوليك في مدينة حيفا؛ وهي مقر أبرشيّة عكا وحيفا والناصرة وسائر الجليل.

أبرشية عكا وحيفا والناصرة وسائر الجليل للروم الملكيين الكاثوليك هي أبرشية تابعة لكنيسة الروم الملكيين الكاثوليك، وهي أبرشية كاثوليكيّة شرقيّة. تتألف الأبرشية من 32 رعية و 12 جماعة دينية ونسكية. وسنة 1982، أنشئت في حيفا دار لإعادة دمج المعتقلين المحررين. كما تدير الأبرشية 7 مدارس. وتتواجد مقر الأبرشية في كاتدرائية مار إلياس في مدينة حيفا. تٌعتبر كنيسة الروم الملكيين الكاثوليك أكبر الطوائف المسيحية في إسرائيل ويتبعها 64,000 مُعمّد. مطران الأبرشية هو سيادة المطران يوسف عبد الله متي.
تأسست كنيسة الروم الملكيين الكاثوليك عام 1724، نتيجة لانشقاق وذلك عندما أسس المطران سيريل الرابع أخوية دير المخلص قرب صيدا في لبنان في أواخر القرن السابع عشر. تأسست أبرشية الجليل 1752 بعد انضمام مطران عكا الأرثوذكسي لكنيسة الروم الملكيين وبقي مركزها هناك إلى أن انتقلت إلى حيفا حيث مقرها حاليًا. في سنة 1848 تأسست أبرشية الروم الكاثوليك في القدس.
يبلغ تعداد الروم الكاثوليك في إسرائيل حوالي 64,000 يقيم معظمهم في حيفا والجليل، وهي أكبر الطوائف المسيحية في إسرائيل، بطريركية الروم الكاثوليك هي بطريركية عربية رغم أن طقوسها مستندة من الكنيسة الأرثوذكسية التي يغلب عليها الطابع البيزنطي.

## مواقع خارجية
- موقع الأبرشية 1
- موقع الأبرشية 2
- موقع الأبرشية 3